# Андерсон Полга
Андерсон Полга (порт. Ânderson Polga, нар. 9 лютого 1979, Сантіагу) — колишній бразильський футболіст, захисник.
Виступав на батьківщині за «Греміо» та «Корінтіанс», проте більшу частину кар'єри провів за лісабонський «Спортінг». Також виступав за національну збірну Бразилії, у складі якої став чемпіоном світу 2002 року

## Клубна кар'єра
Вихованець футбольної школи клубу «Греміо». Дорослу футбольну кар'єру розпочав 1999 року в основній команді того ж клубу, в якій провів чотири сезони, взявши участь у 94 матчах чемпіонату. Більшість часу, проведеного у складі «Греміо», був основним гравцем захисту команди і допоміг команді у 1999 і 2001 роках виграти чемпіонат штату Ріу-Гранді-ду-Сул, а у 2001 році ще й Кубок Бразилії. Найвищим досягненням Полги в міжнародних змаганнях став вихід у півфінал Кубка Лібертадорес 2002 року, де в півфіналі «Греміо» по пенальті поступився парагвайській «Олімпії». У наступному сезоні «Греміо» дійшов до чвертьфіналу Кубка Лібертадорес. 
До складу клубу «Спортінг» приєднався влітку 2003 року і відіграв за лісабонський клуб 9 сезонів, взявши участь у 351 матчі в усіх турнірах (4 голи). За цей час по два рази виграв Кубок і Суперкубок Португалії. Всі роки в Португалії був основним центральним захисником команди і брав участь у матчах єврокубків, але в програному фіналі Кубка УЄФА 2004/05 залишився в запасі. З 2007 року був віце-капітаном команди.
5 вересня 2012 року Андерсон Полга повернувся у Бразилію, підписавши контракт з «Корінтіансом», де мав стати заміною Леандро Кастану та Маркіньйосу, що були продані в «Рому». У складі нового клубу був включений в заявку на клубний чемпіонат світу, в обох матчах (півфіналі і фіналі) на полі не з'являвся, однак разом став переможцем турніру разом зі своїми партнерами. Відразу після цього в кінці року вирішив завершити ігрову кар'єру.

## Виступи за збірну
31 січня 2002 року дебютував в офіційних іграх у складі національної збірної Бразилії в товариському матчі проти збірної Болівії, що закінчився перемогою бразильців з рахунком 6:0, причому останній гол забив Полга.. 
Включався до складу національної збірної для участі у чемпіонаті світу 2002 року в Японії і Південній Кореї, на якому бразильці вибороли свій п'ятий титул найсильнішої збірної світу, а Полга зіграв у двох матчах групового етапу.
Протягом 2002—2003 років провів у формі головної команди країни 11 матчів, забивши 3 голи.

## Титули і досягнення
- Чемпіонат штату Ріу-Гранді-ду-Сул (2):

«Греміо»: 1999, 2001
- Володар Кубка Бразилії (1):

«Греміо»: 2001
- Володар Кубка Португалії (2):

«Спортінг»: 2006-07, 2007-08
- Володар Суперкубка Португалії (2):

«Спортінг»: 2007, 2008
- Клубний чемпіон світу (1):

«Корінтіанс»: 2012
- Чемпіон світу (1):

Бразилія: 2002